# Tegalbuleud
Tegalbuleud is een bestuurslaag in het regentschap Sukabumi van de provincie West-Java, Indonesië. Tegalbuleud telt 6425 inwoners (volkstelling 2010).